# 反輻射飛彈

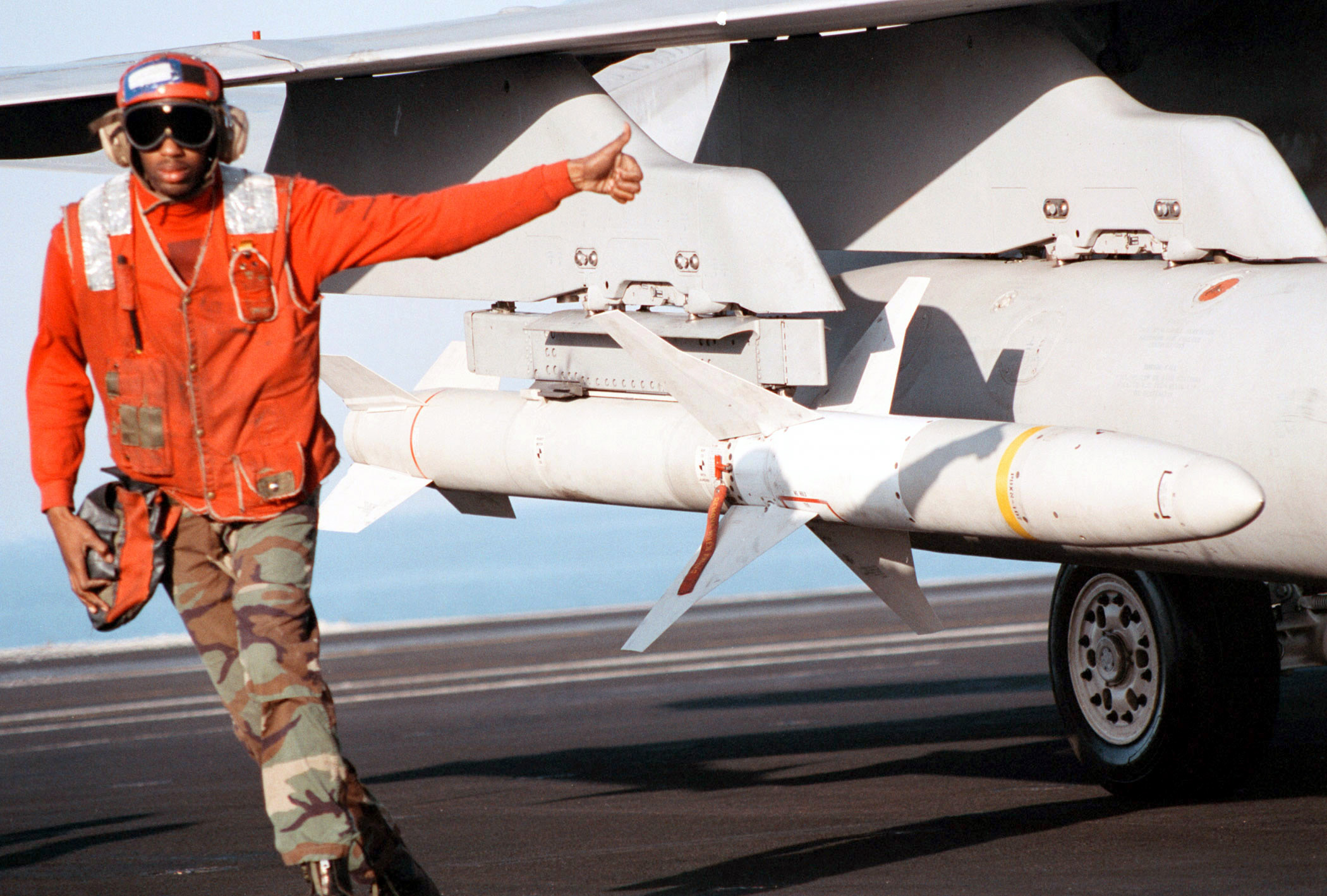
一枚美軍的AGM-88「HARM」高速反輻射飛彈

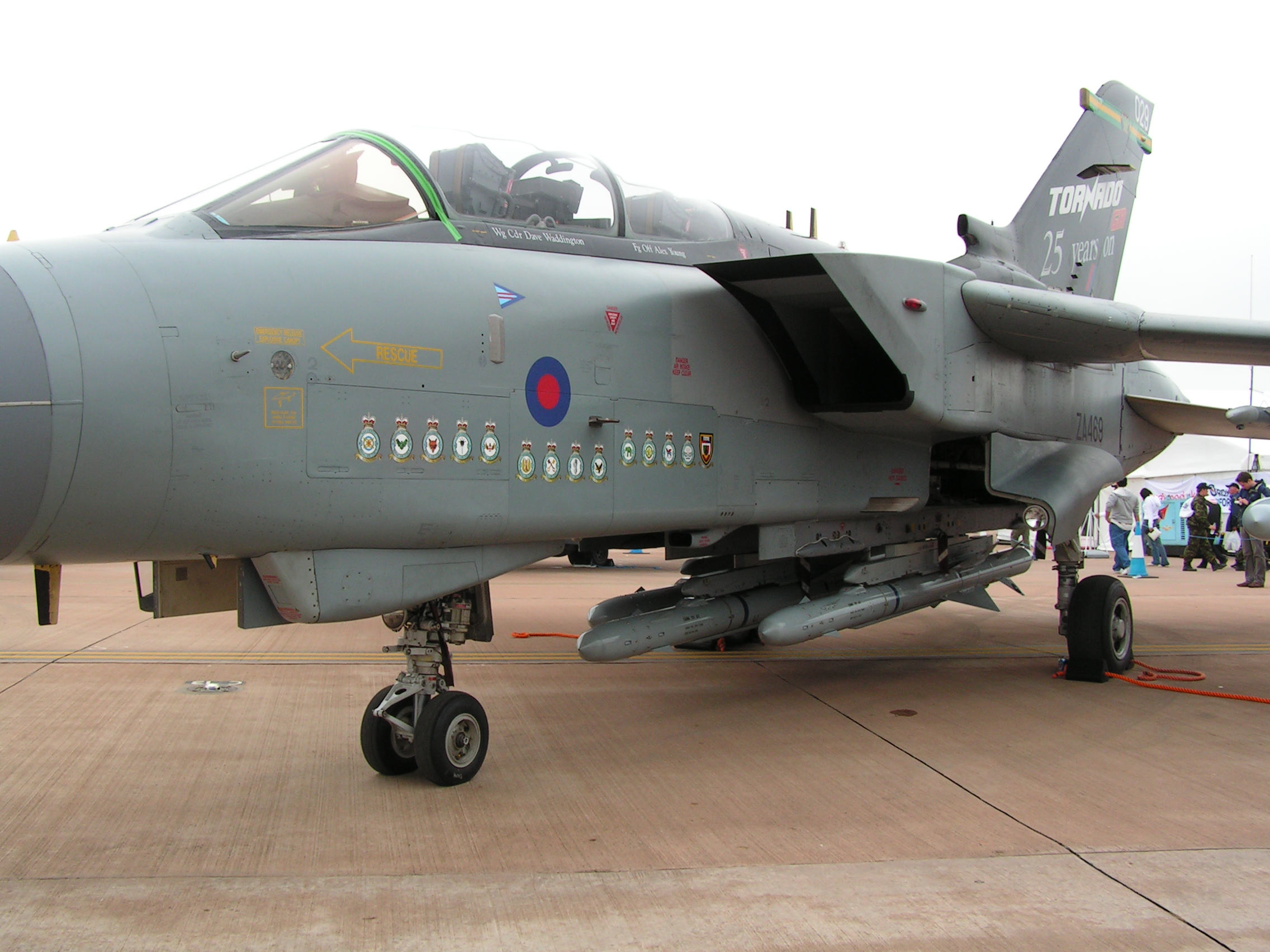
英國ALARM反輻射飛彈

反輻射飛彈（英語：Anti-radiation missile，縮寫：ARM）是一種專門针对無線電訊號發射來源的飛彈。這裡所指的無線電訊號來源包括雷達、各種通訊設備或者是進行電磁干擾的發射裝置。

## 基本原理
反輻射飛彈的尋標頭會搜索指定的一種或多種訊號來源，在確定訊號的方向後，飛彈會追踪無線電訊號飛行以摧毀目標。由於現代的各種發射電磁訊號的系統往往將發射機與天線分開兩處設置，反輻射飛彈最有可能摧毀的目標並非發射机本身而是天線。
反輻射飛彈雖然可以追隨指定的目標訊號，但用它對付特定目標之前，須先識別與分析大量的無線電訊號，從中找出有價值的訊號特徵，再將這些資料进行處理才可作为反輻射飛彈搜索的基本依據。即便如此，也不能保證反輻射飛彈每次都能成功摧毀目標的天線，这中間牽涉到情報的蒐集，訊號的辨識與方向定位，對目標距離的掌握與運算以及各種大氣環境與欺騙手段的影響。在使用上需有專業的電子作戰系統協助以提高摧毀效果。

## 使用型態與方式
目前反輻射飛彈都是從空中載具上發射，比較常見的是由定翼機攜帶的飛彈，直昇機使用的種類較少。
許多空對空或者是反艦飛彈具有以干擾訊號做為導引的模式，這種稱為「干擾源歸向」（Home on Jam）的模式雖然與反輻射飛彈的作業型態有些接近，可是不是能包含在這項分類當中。
反輻射飛彈使用的方式可以分為「針對特定目標」的攻擊以及「自我防衛」兩種。針對特定目標攻擊又可以分為攻擊已知地點或者是型態的目標，或者是臨時出現的機會目標。前者需要事前的偵查與規劃，配合引誘與欺騙等各種戰術，讓目標發出訊號之後加以攻擊。後者面對的多半是可以移動的目標，無法在攻擊前標定目標的位置，僅能藉由各種戰術讓目標發出訊號，暴露蹤跡之後加以攻擊。
自我防衛的使用方式是針對對自己有威脅性的目標，譬如協助防空武器射控的雷達系統，這種目標多半無法在攻擊前確定他們的座標，而且對發射的飛機有立即性的威脅與危險。譬如說高速反輻射飛彈（HARM）的發射模式當中有一個為自我防衛模式。
反輻射飛彈在運用上已經從單純的對付防空飛彈系統到成為壓制敵方防空系統（SEAD）任務的主要攻擊手段，再進一步與其他攻擊手段整合，成為壓制與癱瘓敵方掌握空中情報與使用空權能力的戰術。

## 歷史
反輻射飛彈最早由美國針對蘇聯部署的SA-2防空飛彈研發，1962年古巴飛彈危機時，應美國海軍的需要而加快研發腳步，推出第一種專門對付防空飛彈雷達的AGM-45「百舌鳥」（Shrike）飛彈。
百舌鳥飛彈於越戰時期首次使用，用以壓制與摧毀北越部署的防空飛彈與雷達系統。實戰經驗顯示百舌鳥有多处局限性和不足，譬如百舌鳥的尋標頭可以涵蓋的頻率範圍很窄，必須在起飛前選擇需要的尋標頭裝在飛彈上面。此外，百舌鳥飛彈的電子系統沒有記憶功能，只要訊號發射源消失，飛彈就會失去控制。因此美國海軍利用RIM-66標準防空飛彈的彈體與被動雷達尋標頭，結合成為AGM-78標準（Standard）反輻射飛彈。
標準反輻射飛彈雖然改進了百舌鳥飛彈的一些缺點與操作限制，但其重量是百舌鳥的三倍，體積與阻力都對使用的飛機產生相當大的負擔，同時生產成本遠高於百舌鳥飛彈，因此生產數量與使用的機會遠低於百舌鳥。
在越戰中使用的經驗引起了其他國家的高度注意，包括蘇聯在內。蘇聯非常積極的藉由各種管道蒐集相關的情報，手段包括對飛機或是飛彈殘骸的分析，審訊被俘虜的美國飛行員和透過雷達紀錄觀察擔任獵殺任務的野鼬機組的行動模式等等。由於蘇聯能夠直接接觸到被北越俘虜的美軍飛行員，有關蘇聯將一些具有高度情報價值的美軍送回俄國的謠言不斷，即使經過多年的調查也未能平息類似的說法，美國還有電視影集將這些謠言融入故事的背景當中。